# Parvicursor
Parvicursor (що означає «маленький бігун») — це рід крихітних манірапторових динозаврів із довгими тонкими ногами для швидкого бігу. Маючи лише близько 39 сантиметрів від морди до кінця хвоста та 162 г ваги, він спочатку вважався одним із найменших непташиних динозаврів, відомих за дорослим екземпляром. Однак у 2022 році було зроблено висновок, що його голотип представляє неповнолітню особину.
Парвікурсор відомий із формації Барун Гойот пізнього кампанського періоду в Хулсані, Монголія, вік якої датується приблизно 72 мільйонами років. Типовий вид, Parvicursor remotus, відомий лише з одного неповного зразка, голотип PIN №. 4487/25, який складається здебільшого з хребців, тазу та правої задньої кінцівки, який був відкритий у 1992 році та описаний у 1996 році.